# Crepidotus
Crepidotus, es un género de hongo de la familia Crepidotaceae, perteneciente al orden Agaricales.

## Características
Son pequeños hongos saprofitos en su mayoría, el pileo tiene la forma de abanico, sus colores van del blanquecino al marrón. Crecen en climas templados, principalmente de América del Sur.

## Especies
- Crepidotus alabamensis
- Crepidotus albescens
- Crepidotus antillarum
- Crepidotus appalachianensis
- Crepidotus applanatus
- Crepidotus aureus
- Crepidotus autochthonus
- Crepidotus betulae
- Crepidotus brunnescens
- Crepidotus brunswickianus
- Crepidotus calolepis
- Crepidotus carpaticus
- Crepidotus caspari

- Crepidotus cesatii
- Crepidotus cinnabarinus
- Crepidotus cristatus
- Crepidotus croceitinctus
- Crepidotus crocophyllus
- Crepidotus distortus
- Crepidotus epibryus
- Crepidotus eucalyptinus
- Crepidotus fragilis
- Crepidotus fraxinicola
- Crepidotus fusisporus
- Crepidotus inhonestus
- Crepidotus latifolius
- Crepidotus longicomatus
- Crepidotus lundellii
- Crepidotus luteolus
- Crepidotus macedonicus
- Crepidotus malachius
- Crepidotus martini
- Crepidotus melleus
- Crepidotus mollis
- Crepidotus muscigenus
- Crepidotus nephrodes
- Crepidotus nyssicola
- Crepidotus occidentalis
- Crepidotus palmarum
- Crepidotus podocarpi
- Crepidotus rubrovinosus
- Crepidotus septicoides
- Crepidotus sinuosus
- Crepidotus sphaerosporus
- Crepidotus subaffinis
- Crepidotus submollis
- Crepidotus stenocystis
- Crepidotus thermophilus
- Crepidotus subverrucisporus
- Crepidotus uber
- Crepidotus variabilis
- Crepidotus versutus
- Crepidotus virgineus